# Yann-Fañch Kemener
Yann-Fañch Kemener (werkelijke naam: Jean-François Quémener) (Sainte-Tréphine, 7 april 1957 – Trémeven, 16 maart 2019) was een Bretonse traditionele zanger en etnomusicoloog. 
Hij blies de traditie van de kan ha diskan (zang en tegenstem) nieuw leven in in de jaren 1970 en 1980 , met name samen met Erik Marchand. Ook droeg hij bij aan het doorgaan van de overdracht van traditionele liederen, niet alleen door zijn activiteit als traditionele zanger maar ook door het verzamelen van de lokale orale traditie en het overdragen van de Bretonse taal. Aanvankelijk werd hij beïnvloed door opnames van gwerzioù door Marie-Josèphe Bertrand, gemaakt door Claudine Mazéas; later ontwikkelde hij zijn eigen stijl.
Zijn verschillende samenwerkingen (binnen de groep Barzaz, maar ook met o.a. Dan Ar Braz , Didier Squiban, Alain Genty, Aldo Ripoche, Anne Auffret en Marcel Guilloux) en het unieke timbre van zijn stem maakten hem tot een emblematische figuur van Bretonse zang. 
Kemener maakte veel platen en zong op vele festoù-noz. Hij ontving de Orde van Hermine en de Orde van Kunst en Letteren. 

## Leven
Kemener werd geboren in een zeer arme familie in de Haute-Cornouaille, een gebied behorend tot het pays Fañch waar de dañs plinn gedanst wordt, met sterke invloeden van de Vannes. Zijn familie aan moederszijde staat bekend als goede zangers; zijn moeder zong en danste. De familie van vaderszijde komt uit het gebied van de dañs fisel, richting Glomel. Bretons was zijn moedertaal. In de Côtes-d'Armor zijn zijn "informanten", zoals hij zegt, Jean-Marie Youdec uit Plounévez-Quintin, Jean Poder uit Plouguernével en niet te vergeten Marie-Josèphe Bertrand uit Saint-Nicolas-du-Pélem, die hij als kind kende.

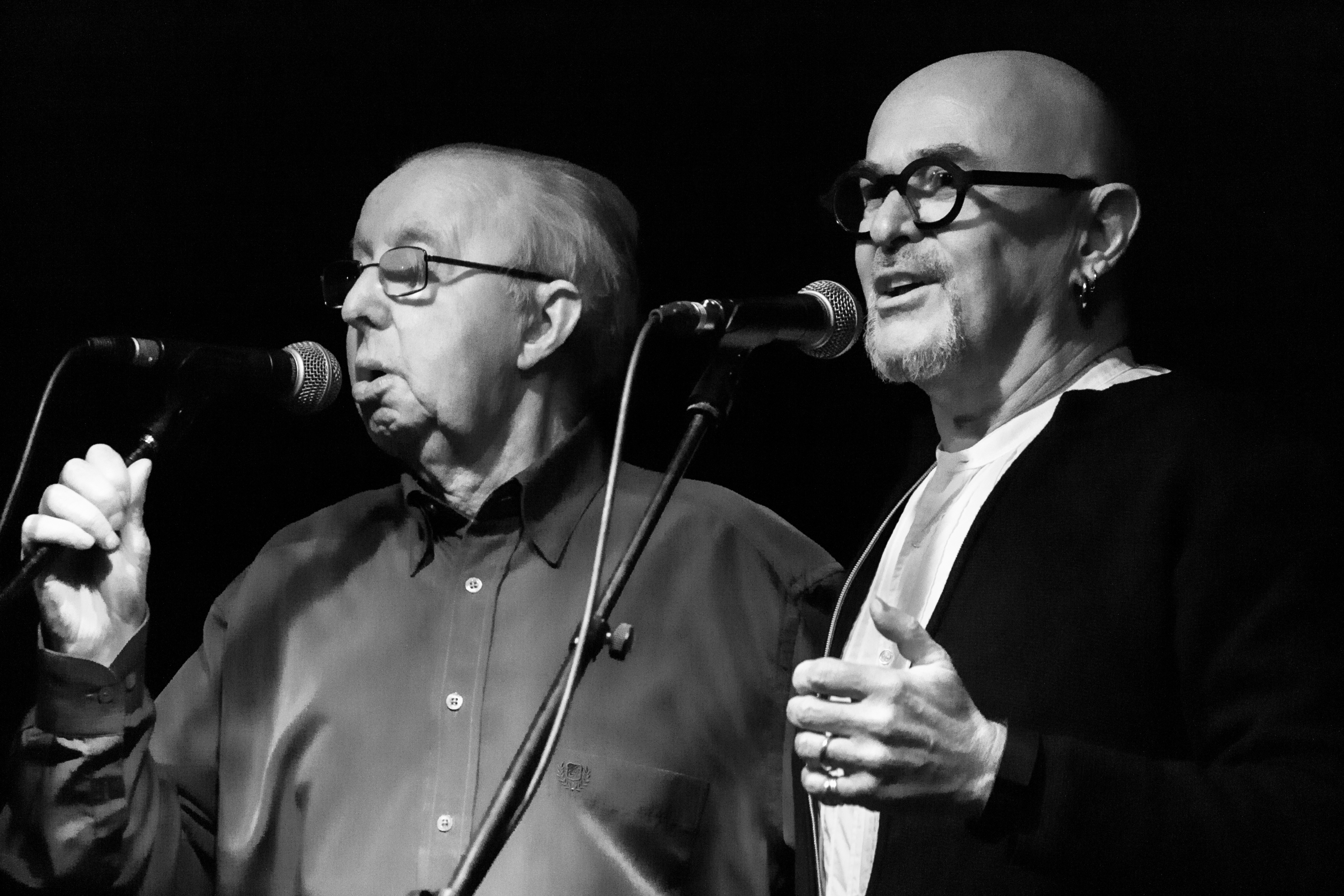
Yann-Fañch Kemener met Marcel Guilloux tijdens een fest-noz in Poullaouen in 2016

Als vierjarige ging hij voor het eerst naar een fest-noz, en toen hij 13 was trad hij voor het eerst op.  Beïnvloed door grote voorgangers als mevrouw Bertrand, wisselt hij gwerzioù af met fest-noz-dansmelodieën, in gezelschap van o.a. Marcel Guilloux, Erik Marchand en Ifig Troadec. 
In 1977 ontdekte het publiek hem, 20 jaar oud, op de Jeux de Langonnet (Morbihan), en won hij de eerste prijs van Kan ar Bobl'. Hij neemt Chants profonds de Bretagne Vol. 1 op, met daarop de Ballade de Skolvan , Gousperrou ar ranned en La Grande Passion. In 1982 beloont de académie Charles-Cros hem door hem de Grand prix du Patrimoine toe te kennen voor Chants profonds de Bretagne Vol. 3.
In 1988 richtte hij de groep Barzaz op met Gilles Le Bigot (gitaren), Jean-Michel Veillon (fluiten), Alain Genty (bas) en David Hopkins (percussie). Barzaz werd een belangrijke groep voor de Bretonse muziek, en speelde met de elementen, van de zuiverheid van de stem, de stiltes en de geluidseffecten tot de belletjes van Hopi Hopkins, die de indruk wekten dat de wind of de regen meedeed aan hun muziek. 

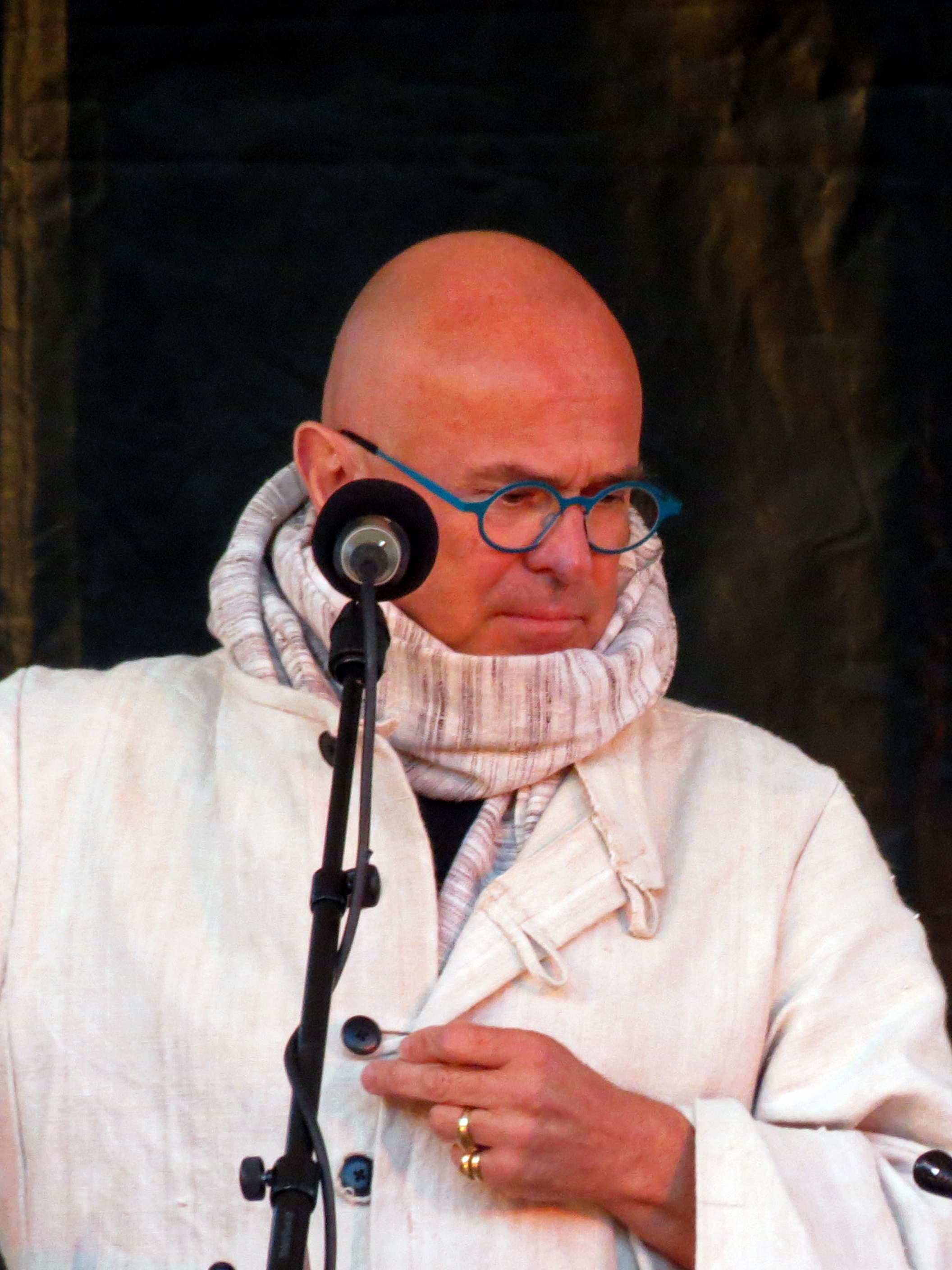
Yann-Fañch Kemener met Barzaz in Guérande in 2013.

Daarna volgden veel meer belevenissen en shows met o.a. Kristen Nogues, Jean-Louis Le Vallégant en Anne Auffret. In 1991 nam hij het album Kerzh'Ba'n Dañs' op met de band Skolvan. Hij nam drie albums duet op met Didier Squiban. Van de "kamer-gwerz" gaat hij naar de "concertzaal-gwerz" met de grote formatie de Héritage des Celtes.
In de vroege jaren 2000 begon hij aan een nieuw duo met de cellist Aldo Ripoche. In een theatraal-muzikale show brengt hij, alleen op het podium, hulde aan de Bretonse dichter Armand Robin, met een enscenering van Madeleine Louarn. In het voetspoor van Barzaz, maar gericht op een jong publiek, begon hij de nieuwe band les Ours du Scorff, waarin ook gitarist Gilles Le Bigot, percussionist Dominique Molard en zanger Laurent Jouin. 
Op 26 september 2009 ontving hij de Ordre de l'Hermine. Hij studeerde Keltische Studies (D.E.C., Diplôme d’Études Celtiques) aan de Universiteit van Rennes II, en toen deze heropende doceerde hij het daar ook van 2012 tot 2018.
Met drie muzikanten voerde hij in 2008 een werk uit rond het thema van de seizoenen, Bientôt l'été (Tuchant e erruo an hañv) en in 2012 Toujours l'hiver (Gouanv bepred): "een ontmoeting, een weerspiegeling tussen de zogenaamde wetenschappelijke barokmuziek en Bretonse volksmuziek." In 2015 ontving hij de ridderpenning van de Orde van Kunsten en Letteren.
In 2016 richtte hij een trio op met Erwann Tobie en Heikki Bourgault, met voornamelijk dansrepertoire. In mei 2017 presenteerde het trio de voorstelling Ar en deulin naar het werk van Yann Ber Kalloc'h.
In 2019 bracht hij, terwijl hij streed tegen de kanker waar hij aan leed, een album met gedichten uit, Roudennou/Traces. Hij overleed op 61-jarige leeftijd.

## Discografie

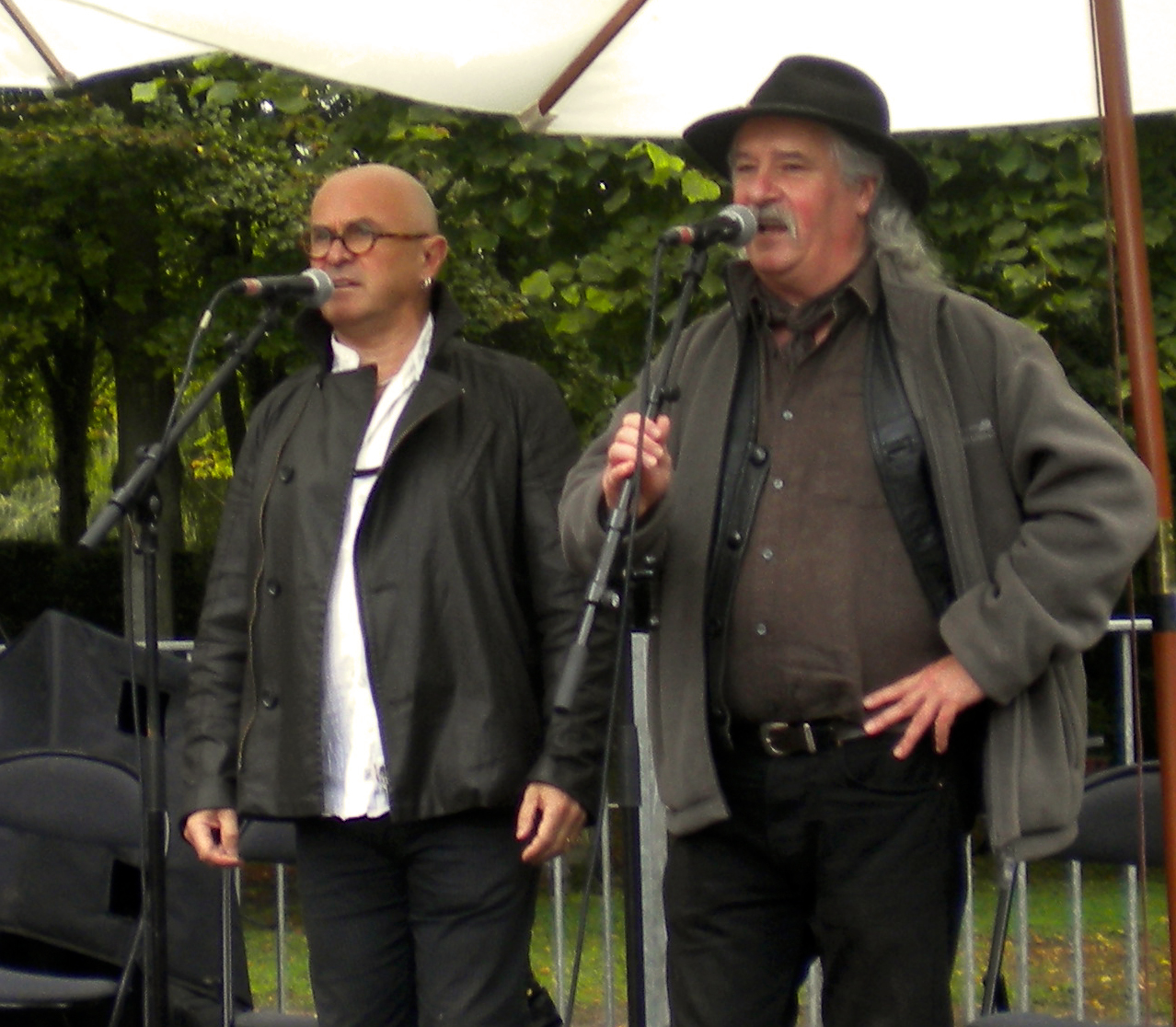
Yann-Fañch Kemener met Erik Marchand in Villarceaux, 2011.

- 1977: Chants profonds et sacrés de Bretagne
- 1978: Chants profonds et sacrés de Bretagne 2
- 1982: Chants profonds et sacrés de Bretagne 3
- 1982: Kan ha diskan, met Marcel Guilloux
- 1983: Chants profonds et sacrés de Bretagne 4
- 1983: Chants profonds de Bretagne, met Anne Auffret (Arion)
- 1985: Vent d'ouest, le chant d'un monde met Marcel Guilloux, 33T
- 1987: Dibedibedañchaou (kinderliedjes in het Bretons), heruitgegeven door Dastum in 1999
- 1988: Gwerziou ha soniou (a capella-zang)
- 1989: Ec'honder als lid van de groep Barzaz
- 1991: Chants profonds de Bretagne, met Anne Auffret en Marcel Guilloux
- 1992: An den kozh dall als lid van Barzaz
- 1993: Roue gralon ni ho salud, met Anne Auffret
- 1993: Chants profanes et sacrés de Bretagne - Roue Gralon ni ho salud
- 1995: Enez eusa, met Didier Squiban
- 1996: Île-exil, met Didier Squiban
- 1996 : Karnag / Pierre lumière, met Didier Squiban, Kristen Noguès, Jean-Louis Le Vallégant, François Daniel en Jean Chevalier
- 1996: Carnet de route (veldopnamen onder oude mensen)
- 1997: Kan ha diskan, met Valentine Collecter, Erik Marchand, Annie Ebrel, Marcel Guilloux, Claudine Floc'hig, Patrick Marie en Ifig Troadeg
- 1998: Kimiad, met Didier Squiban
- 1999: Barzaz Breiz, met La Maîtrise de Bretagne
- 2000: An eur glaz, met Aldo Ripoche
- 2004: An dorn, met Aldo Ripoche
- 2006: Dialogues, met Aldo Ripoche en Florence Pavie
- 2008: Noël en Bretagne, met Aldo Ripoche
- 2008: Bientôt l'été / Tuchant e erruo an hañv, met Aldo Ripoche, Florence Rouillard en Ruth Weber
- 2010: Si je savais voler met Laurent Audemard, François Sava en Renet Sette
- 2011: Vive la liberté met Eric Menneteau
- 2012: Toujours l'hiver / Gouanv Bepred, met Damien Cotty (viola da gamba), Aldo Ripoche (viola) en Hervé Merlin (théorbe)
- 2015: Kan ar Basion / Les chants de la Passion met Aldo Ripoche en Damien Cotty
- 2016: YFK~2016, met de groep ba.fnu
- 2017: Dañs, door het Yann-Fañch Kemener Trio (met Erwann Tobie en Heikki Bourgault)
- 2017: Ar Baradoz : Chants Sacrés de Basse-Bretagne, met Aldo Ripoche en Florence Rousseau
- 2019: Roudennoù / Traces

- Bibsys: 8019564
- Bibliothèque nationale de France: cb139399608 (data)
- Gemeinsame Normdatei: 1023021978
- International Standard Name Identifier: 0000 0000 2574 3610
- Library of Congress Control Number: n78044746
- MusicBrainz: 5a9788be-752a-43f2-be6d-3ee6ba340186
- Nationale Bibliotheek van Israël: 987007397958505171
- Nederlandse Thesaurus van Auteursnamen: 097736570
- Réseau des bibliothèques de Suisse occidentale: 02-A003448765
- SNAC: w6qn6d8q
- Système universitaire de documentation: 035430303
- Virtual International Authority File: 76504712
- WorldCat: E39PBJmdyrR8bXhx6xvYbgfjG3